# 普拉蒂納 (加利福尼亞州)
普拉蒂納（英語：Platina）是位於美國加利福尼亞州沙斯塔縣的一個非建制地區。該地的面積和人口皆未知。

## 地理
普拉蒂納的座標為40°21′35″N 121°53′41″W / 40.35972°N 121.89472°W，而該地的平均海拔高度為701米（即2300英尺）。